# Moyo (district)
Moyo is een district in het noorden van Oeganda. Hoofdplaats is de gelijknamige plaats Moyo. Het district telde in 2020 naar schatting 109.500 inwoners op een oppervlakte van 1041 km². Meer dan 88% van de bevolking woont op het platteland.
Moyo had een oppervlakte van 2059 km² voor het nieuwe district Obongi in 2019 werd afgesplitst. Het district ligt aan de Witte Nijl en grenst in het noorden aan Zuid-Soedan. 

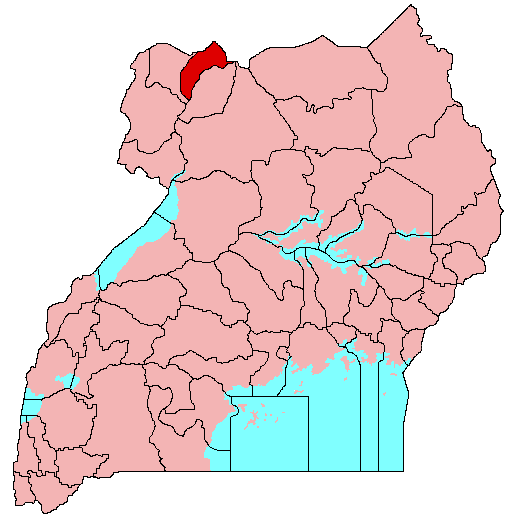
Het district voor Obongi in 2019 werd afgesplitst